# Биркин, Иван Иванович
Иван Иванович Биркин — русский военный и государственный деятель начала XVII века.
Рязанский дворянин. Во время Смуты перешёл с братом своим, Кириаком, на сторону Лжедмитрия II, за что царь Василий Шуйский отнял у него поместья и отдал их Захару Ляпунову, но когда Биркины принесли повинную, то земли были им возвращены.

## Биография
В 1611 году Биркин по поручению Ляпунова поехал в Нижний Новгород, поднимать людей против поляков, и остался в этом городе стряпчим. Когда позже независимо от Биркина началось в Нижнем Новгороде движение, возбуждённое Кузьмой Мининым, стряпчий отнёсся к нему сперва недоверчиво, но потом примкнул к ополчению и был выбран в товарищи к Дмитрию Пожарскому. В декабре 1611 года нижегородцы послали его в Казань «для ратных людей» и для переговоров с казанским дьяком Никанором Шульгиным, которого подозревали в «воровстве», думая, что он желает взять всё дело в свои руки и не подчинится нижегородским избранникам. Были слухи, что Биркин в Казани тоже стал на сторону Шульгина, но в 1612 году он присоединился в Ярославле к нижегородскому ополчению, приведя с собой казанский отряд и татарского голову Мясного. Однако ещё в дороге Биркин ссорился с Мясным из-за главного начальства и грабил места, по которым шёл. В Ярославле ссора возобновилась, и когда большинство ополчения стало за Мясного, Биркин ушёл со своими людьми.
В 1615 — 1618 годах Биркин был воеводой в Мангазее.